# 王盛 (新朝)
王盛（前1世纪—23年），京兆（今陕西西安）人，新朝崇新公。
西汉末年，王盛本为长安卖饼之人。始建国元年（9年），王莽称帝时，因为哀章进献所造符命有王盛之名，遂将他从平民擢升为前将军，封崇新公，与甄丰、孙建、王兴合为四将，以示遵应符命。地皇四年（23年），绿林军入长安，新朝被推翻，他与王莽、苗訢、唐尊一起在长安宫中渐台被杀。